# روزها / شب‌ها
روزها / شب‌ها یک آلبوم دو ترانه ای چند آهنگه اثر تهیه‌کننده موسیقی و دی جی سوئدی آویچی است. در ۱ دسامبر ۲۰۱۴ از طریق لیبل PRMD منتشر شد. این آلبوم شامل دو تک آهنگ اصلی است: "روزها (ترانه آویچی) " و "شب‌ها (ترانه آویچی)".
نسخه ویرایشی وینیل آلبوم برای فروشگاه آثار روز در سال ۲۰۱۵ منتشر شد که محدود به ۱۳۰۰ نسخه بود. این نسخه شامل تمام میکس‌های توسعه یافته بیت پورت و ریمیکس‌های آلبوم روزها / شب‌ها: ریمیکس‌ها بود.

## فهرست آهنگ‌ها
| شماره      | نام                      | مدت   |
| ---------- | ------------------------ | ----- |
| ۱.         | « روزها»                 | ۴:۳۸  |
| ۲.         | «شب‌ها»                   | ۲:۵۶  |
| ۳.         | «روزها» (Henrik B Remix) | ۳:۵۷  |
| ۴.         | «شب‌ها» (ریمیکس فلیکس ین) | ۳:۲۰  |
| مجموع مدت: | مجموع مدت:               | ۱۴:۵۱ |

| شماره      | نام                               | مدت   |
| ---------- | --------------------------------- | ----- |
| ۱.         | « روزها» (Extended Mix)           | ۵:۵۱  |
| ۲.         | « شب‌ها» (Extended Mix)            | ۶:۳۴  |
| ۳.         | «روزها» (Henrik B Remix Extended) | ۴:۴۲  |
| ۴.         | «شب‌ها» (ریمیکس فلیکس ین)          | ۵:۱۹  |
| مجموع مدت: | مجموع مدت:                        | ۲۲:۲۶ |

| شماره      | نام                         | مدت   |
| ---------- | --------------------------- | ----- |
| ۱.         | «روزها» (Extended)          | ۵:۵۱  |
| ۲.         | «روزها» (Henrik B Remix)    | ۴:۴۲  |
| ۳.         | «روزها» (ریمیکس گرنت نلسون) | ۵:۴۸  |
| ۴.         | «شب‌ها» (Extended)           | ۶:۳۴  |
| ۵.         | «شب‌ها» (Avicii By Avicii)   | ۵:۰۵  |
| ۶.         | «شب‌ها» (ریمیکس فلیکس ین)    | ۵:۱۹  |
| ۷.         | «شب‌ها» (ریمیکس مایک مگو)    | ۴:۴۲  |
| مجموع مدت: | مجموع مدت:                  | ۳۸:۰۱ |